# Hyphodermella corrugata
Hyphodermella corrugata är en svampart som först beskrevs av Elias Fries, och fick sitt nu gällande namn av J. Erikss. & Ryvarden 1976. Hyphodermella corrugata ingår i släktet Hyphodermella och familjen Phanerochaetaceae.  Arten är reproducerande i Sverige. Inga underarter finns listade i Catalogue of Life.